# 罗杰·克劳利
罗杰·克劳利（Roger Crowley，1951年出生）是一位英国历史学家，以关于海洋和地中海历史的著作著称。
罗杰·克劳利是一个海军家庭的孩子，在马耳他的早期生活经历，使他对地中海世界的历史与文化产生了浓厚的兴趣，并成为他作品的一贯主题。他就读于剑桥大学伊曼纽尔学院。他在希腊语世界到处旅行，在伊斯坦布尔教授英语，步行穿越了土耳其西部。他曾从事出版工作多年，后来从事全职写作。他现在住在英国格洛斯特郡的乡村。
罗杰·克劳利著有地中海历史三部曲：《1453君士坦丁堡之战》（2005年）、《海洋帝国》（2008年，关于奥斯曼帝国和基督教欧洲之间的地中海竞赛，纽约时报畅销书）和 《财富之城》（2011年，关于威尼斯的海洋帝国）  随后是《征服者》（2015年，关于葡萄牙发现世界），以及《被诅咒的塔：十字军最后的圣地之战》（2019年）记录了1291年十字军运动的结束和阿卡的陷落。他的书被翻译成二十多种语言。

## 著作
- 《1453年》（1453: The Holy War for Constantinople and the Clash of Islam and the West）. New York: Hachette Books, 2005.(US edition) ISBN 9781401308506 [5]
- 《1453君士坦丁堡之战》（Great Constantinople: The Last Siege）. London: Faber, 2005.ISBN 9780571298204[6]
- 《海洋帝国》（Empires of the Sea: The Siege of Malta, the Battle of Lepanto, and the Contest for the Center of the World）. New York: Random House, 2008. (US  edition) ISBN 9780812977646 [7] (UK edition) London: Faber, 2008. ISBN 9780571298198[8]
- 《财富之城》（City of Fortune: How Venice Ruled the Seas）2012年 ISBN 9780812980226[9] (UK edition) London: Faber, 2012. ISBN 9780571245956[10]
- 《征服者》（Conquerors: How Portugal Forged the First Global Empire）. New York: Random House, 2015. ISBN 9780812994001[11][12][13] (UK edition) London: Faber, 2015. ISBN 9780571290901 [14]
- 《被诅咒的塔：十字军最后的圣地之战》（Accursed Tower: The Crusaders' Last Battle for the Holy Land），2019年 ISBN 9780300230314 [15], 2019. ISBN 9781541697348[16]